# 安德烈亚斯·桑德高
安德烈亚斯·桑德高（丹麥語：Andreas Søndergaard，1998年5月3日—），丹麥男子羽毛球運動員。

## 簡歷
2018年12月，安德烈亚斯·桑德高出戰威爾斯羽毛球國際賽，與米克尔·斯托弗森合作拿得男子雙打比賽亞軍。

## 主要比賽成績
只列出曾進入準決賽的國際賽事成績：
| 年份   | 賽事                   | 公開賽級別 | 項目     | 拍檔                     | 成績   |
| ------ | ---------------------- | ---------- | -------- | ------------------------ | ------ |
| 2018年 | 挪威羽毛球國際賽       | 國際系列賽 | 男子雙打 | 马蒂亚斯·莫尔特·巴斯基尔 | 準決賽 |
| 2018年 | 威爾斯羽毛球國際賽     | 國際系列賽 | 男子雙打 | 米克尔·斯托弗森          | 亞軍   |
| 2019年 | 挪威羽毛球國際賽       | 國際系列賽 | 男子雙打 | 史蒂夫·奧爾森            | 亞軍   |
| 2021年 | 斯洛文尼亞羽毛球國際賽 | 國際系列賽 | 混合雙打 | 玛丽·路易丝·斯蒂芬森     | 準決賽 |
| 2022年 | 盧森堡羽毛球公開賽     | 國際系列賽 | 男子雙打 | 耶斯珀·托夫特            | 冠軍   |
| 2022年 | 荷蘭羽毛球公開賽       | 國際挑戰賽 | 男子雙打 | Marcus Rindshøj          | 準決賽 |
| 2022年 | 匈牙利羽毛球國際賽     | 國際系列賽 | 男子雙打 | 麥斯·托伊厄森            | 亞軍   |
| 2022年 | 愛爾蘭羽毛球公開賽     | 國際挑戰賽 | 混合雙打 | 伊本·伯格斯坦            | 亞軍   |
| 2022年 | 威爾斯羽毛球國際賽     | 國際挑戰賽 | 男子雙打 | 耶斯珀·托夫特            | 亞軍   |
| 2023年 | 葡萄牙羽毛球國際賽     | 國際系列賽 | 混合雙打 | 伊本·伯格斯坦            | 冠軍   |
| 2023年 | 盧森堡羽毛球公開賽     | 國際系列賽 | 混合雙打 | 伊本·伯格斯坦            | 亞軍   |
| 2023年 | 比利時羽毛球國際賽     | 國際挑戰賽 | 男子雙打 | 耶斯珀·托夫特            | 冠軍   |
| 2023年 | 蘇格蘭羽毛球公開賽     | 國際挑戰賽 | 男子雙打 | 耶斯珀·托夫特            | 亞軍   |
| 2023年 | 阿布達比羽毛球大師賽   | 超級100賽  | 混合雙打 | 伊本·伯格斯坦            | 準決賽 |
| 2023年 | 海洛羽毛球公開賽       | 超級300賽  | 男子雙打 | 耶斯珀·托夫特            | 準決賽 |
| 2023年 | 愛爾蘭羽毛球公開賽     | 國際挑戰賽 | 男子雙打 | 耶斯珀·托夫特            | 亞軍   |
| 2023年 | 威爾斯羽毛球國際賽     | 國際挑戰賽 | 男子雙打 | 耶斯珀·托夫特            | 準決賽 |
| 2024年 | 奧爾良羽毛球大師賽     | 超級300賽  | 男子雙打 | 耶斯珀·托夫特            | 準決賽 |
| 2024年 | 歐洲羽毛球錦標賽       | 其他       | 男子雙打 | 耶斯珀·托夫特            | 亞軍   |
| 2024年 | 南特羽毛球國際挑戰賽   | 國際挑戰賽 | 男子雙打 | 耶斯珀·托夫特            | 冠軍   |

| 2018-2026年 | 總決賽 | 超級1000賽 | 超級750賽 | 超級500賽 | 超級300賽 | 超級100賽 | 國際挑戰賽 | 國際系列賽 | 未來系列賽 | 其他 |